# نيفيل ميد
نيفيل ميد (بالإنجليزية: Neville Meade) مواليد 12 سبتمبر 1948 في مونتسرات - الوفاة 13 مارس 2010 في سوانزي، كان ملاكم محترف بريطاني صنّف ضمن فئة الوزن الثقيل بدأ مسيرته الاحترافية سنة 1974.

## المسيرة الاحترافية
من نزالاته:
- خسر أمام جان بيير كوبمان (1976/12/25).
- خسر أمام ألفريدو إيفانجليستا (1976/03/12).

## إحصائيات
خاض خلال مسيرته 34 نزالا، فاز في 20 وتعادل في 1 وخسر في 13. فاز بالضربة القاضية في 18 نزالا.

## روابط خارجية
- نيفيل ميد على موقع بوكس ريك (الإنجليزية) (registration required)
- نيفيل ميد على موقع اتحاد ألعاب الكومنولث (مؤرشف) (الإنجليزية)